# Anoplocapros lenticularis
Anoplocapros lenticularis es una especie de peces de la familia Aracanidae en el orden de los Tetraodontiformes.

## Morfología
Los machos pueden llegar alcanzar los 33 cm de longitud total.

## Hábitat
Es un pez de mar de clima subtropical  que vive entre 10-220 m de profundidad.

## Distribución geográfica
Se encuentra en Australia: sur de Australia Occidental y oeste de Australia Meridional.